# Enoploides amphioxi
Enoploides amphioxi är en rundmaskart som beskrevs av Nikolai Nikolaievich Filipjev 1918. Enoploides amphioxi ingår i släktet Enoploides och familjen Enoplidae. Inga underarter finns listade i Catalogue of Life.